# Сельцовское сельское поселение
Сельцо́вское се́льское поселе́ние — упразднённое муниципальное образование на территории Волосовского района Ленинградской области. Последний административный центр — посёлок Сельцо.
Было образовано 1 января 2006 года, включило в себя всю территорию бывшей Каськовской волости, а также часть территории бывшей Клопицкой волости.
Последним главой поселения и администрации являлся Пименов Дмитрий Александрович.

## Географические данные
- Общая площадь: 84,00 км²
- Нахождение: северная часть Волосовского района
- Граничит:
  - на севере — с Ломоносовским районом
  - на востоке — с Гатчинским районом
  - на юго-востоке — с Губаницким сельским поселением
  - на юге — с Клопицким сельским поселением
  - на юго-западе — с Бегуницким сельским поселением
- По территории поселения проходят автомобильные дороги:
  - А180 (E 20) (Санкт-Петербург — Ивангород — граница с Эстонией) «Нарва»
  - 41А-003 (Кемполово — Выра — Шапки)
  - 41К-044 (Каськово — Ольхово)
  - 41К-051 (Каськово — Шёлково)
  - 41К-358 (Каськово — Модолицы)
- Расстояние от административного центра поселения до районного центра — 24 км[1]

## История
В начале 1920-х годов в составе Бегуницкой волости Петергофского уезда Санкт-Петербургской губернии был образован Каськовский сельсовет с центром в деревне Каськово.
14 февраля 1923 года Бегуницкая волость вошла в состав вновь образованного Троцкого уезда.
В августе 1927 года Каськовский сельсовет вошёл в состав Волосовского района Ленинградской области.
В ноябре 1928 года к Каськовский сельсовет присоединён Тешковскому сельсовету.
29 мая 1959 года центр Тешковского сельсовета перенесён в деревню Каськово, а сельсовет переименован в Каськовский сельсовет.
С 1 февраля 1963 года по 12 января 1965 года после упразднения Волосовского района Каськовский сельсовет входил в состав Кингисеппского сельского района.
По данным 1990 года центр Каськовского сельсовета перенесён в посёлок Сельцо.
18 января 1994 года постановлением главы администрации Ленинградской области № 10 «Об изменениях административно-территориального устройства районов Ленинградской области» Каськовский сельсовет, также как и все другие сельсоветы области, преобразован в Каськовскую волость.
1 января 2006 года в соответствии с областным Законом № 64-оз от 24 сентября 2004 года «Об установлении границ и наделении соответствующим статусом муниципального образования Волосовский муниципальный район и муниципальных образований в его составе» образовано Сельцовское сельское поселение, в его состав вошла территория бывшей Каськовской волости, а также часть территории бывшей Клопицкой волости.
В мае 2019 года Губаницкое и Сельцовское сельские поселения влились в Клопицкое сельское поселение.

## Население
| 2006  | 2010  | 2011  | 2012  | 2013  | 2014  | 2015  |
| ----- | ----- | ----- | ----- | ----- | ----- | ----- |
| 2000  | ↗2474 | ↘2473 | ↗2485 | ↗2529 | ↗2555 | ↗2590 |
| 2016  | 2017  | 2018  | 2019  |       |       |       |
| ↘2554 | ↗2555 | ↗2581 | ↗2598 |       |       |       |

Основная часть населения проживает в посёлке Сельцо.

## Состав сельского поселения
| №  | Населённый пункт | Тип населённого пункта          | Население    |
| -- | ---------------- | ------------------------------- | ------------ |
| 1  | Анташи           | деревня                         | ↗86 (2017)   |
| 2  | Голубовицы       | деревня                         | ↘7 (2017)    |
| 3  | Добряницы        | деревня                         | ↗38 (2017)   |
| 4  | Каськово         | деревня                         | ↗88 (2017)   |
| 5  | Кивалицы         | деревня                         | ↘12 (2017)   |
| 6  | Красная Мыза     | деревня                         | ↘0 (2017)    |
| 7  | Модолицы         | деревня                         | ↘10 (2017)   |
| 8  | Рутелицы         | деревня                         | ↗39 (2017)   |
| 9  | Сельцо           | деревня                         | ↘51 (2017)   |
| 10 | Сельцо           | посёлок, административный центр | ↗2182 (2017) |
| 11 | Слободка         | деревня                         | ↘23 (2017)   |
| 12 | Шёлково          | деревня                         | ↘41 (2017)   |

## Достопримечательности
- Парк бывшей усадьбы Н. И. Корфа в пос. Сельцо
- Здание почтовой станции в д. Каськово
- Усадьба Корфов и Ф. В. Рымашевского в д. Анташи
- Церковь во имя святой царицы Елены в д. Шёлково